# 原体剣舞連
『原体剣舞連』（はらたいけんばいれん）は、宮沢賢治が1922年、岩手県奥州市江刺原体地区に古くから伝わる民俗芸能の一つである原体剣舞を見たかつての体験をもとに書き上げた詩歌である。賢治の生前に唯一刊行された詩集『春と修羅』（1924年）に収録されている。
この詩に曲を付けた合唱曲や、題材とした絵本などもある。

## 詩を詠んだ背景
この詩歌は、賢治が1917年（大正6年）8月28日から9月8日（終日は推定）までにかけ、江刺郡に地質調査に出かけた期間中に田原村原体（現・奥州市江刺田原）で見た民俗芸能・原体剣舞が元になっている。
原体剣舞は踊り手に「信坊子」「信者」「亡者」の役の全てを子供達が演じ、その純真無垢で清らかさにより先祖の霊を鎮めようと伝えられてきた念仏踊り（鬼剣舞）の一種と思われる。

## 原詩
- 本文は『春と修羅』初版本に基づく。

原体剣舞連
　　（mental sketch modified）

　　　dah-dah-dah-dah-dah-sko-dah-dah
こんや異装〔いさう〕のげん月のした
鶏〔とり〕の黒尾を頭巾〔づきん〕にかざり
片刃〔かたは〕の太刀をひらめかす
原体〔はらたい〕村の舞手〔おどりこ〕たちよ
鴇〔とき〕いろのはるの樹液〔じゅえき〕を
アルペン農の辛酸〔しんさん〕に投げ
生〔せい〕しののめの草いろの火を
高原の風とひかりにさゝげ
菩提樹〔まだ〕皮〔かわ〕と縄とをまとふ
気圏の戦士わが朋〔とも〕たちよ
青らみわたるこう気をふかみ
楢と掬〔ぶな〕とのうれひをあつめ
蛇紋山地〔じゃもんさんち〕に篝〔かゞり〕をかかげ
ひのきの髪をうちゆすり
まるめろの匂のそらに
あたらしい星雲を燃せ
　　　dah-dah-sko-dah-dah
肌膚〔きふ〕を腐植と土にけづらせ
筋骨はつめたい炭酸に粗〔あら〕び
月月〔つきづき〕に日光と風とを焦慮し
敬虔に年を累〔かさ〕ねた師父〔しふ〕たちよ
こんや銀河と森とのまつり
准〔じゅん〕平原の天末線〔てんまつせん〕に
さらにも強く鼓を鳴らし
うす月の雲をどよませ
　　Ho!Ho!Ho!
　　　　　むかし達谷〔たった〕の悪路王〔あくろわう〕
　　　　　まっくらくらの二里の洞
　　　　　わたるは夢と黒夜神〔こくやじん〕
　　　　　首は刻まれ漬けられ
アンドロメダもかゞりにゆすれ
　　　　　青い仮面〔めん〕このこけおどし
　　　　　太刀を浴びてはいっぷかぷ
　　　　　夜風の底の蜘蛛〔くも〕おどり
　　　　　胃袋はいてぎったぎた
　　dah-dah-dah-dah-dah-sko-dah-dah
さらにただしく刃〔やいば〕を合〔あ〕わせ
霹靂〔へきれき〕の青火をくだし
四方〔しほう〕の夜〔よる〕の鬼神〔きじん〕をまねき
樹液〔じゅえき〕もふるふこの夜〔よ〕さひとよ
赤ひたたれを地にひるがへし
雹雲〔ひゃううん〕と風とをまつれ
　　dah-dah-dah-dahh
夜風〔よかぜ〕とどろきひのきはみだれ
月は射〔ゐ〕そそぐ銀の矢並
打つも果〔は〕てるも火花のいのち
太刀の軋〔きし〕りの消えぬひま
　　dah-dah-dah-dah-dah-sko-dah-dah
太刀は稲妻〔いなづま〕萱穂〔かやほ〕のさやぎ
獅子の星座〔せいざ〕に散る火の雨の
消えてあとない天〔あま〕のがはら
打つも果てるもひとつのいのち
　　dah-dah-dah-dah-dah-sko-dah-dah

## 音楽作品
非常にリズム感に富む詩ゆえに、合唱においてよく題材に取り上げられる。
- 清瀬保二 - 原體劍舞連（男声合唱、ピアノ、ピッコロ、和太鼓）
- 團伊玖磨 - 混声合唱とピアノと打楽器のための「原體劍舞連」
- 新実徳英 - 男声合唱とピアノのための「舞歌III」-縄文幻想-　第2曲　「原体剣舞連」より
- 木下牧子 - 混声合唱とオーケストラによる「原体剣舞連」
- 鈴木輝昭 - 混声合唱のための組曲「原体剣舞連」 第3曲「原体剣舞連」
- 千原英喜 - 種山ヶ原の夜の歌－異伝・原体剣舞連
- なかにしあかね - 原体剣舞連（無伴奏混声8部合唱）
- 桑島法子 - アルバム「Flores〜死者への花束」（VICL-60815）に収録。作曲・プロデュース服部克久
- 冨田勲 - イーハトーヴ交響曲　第2楽章：剣舞/星めぐりの歌